# Sankt Kathrein am Offenegg
Sankt Kathrein am Offenegg est une commune autrichienne du district de Weiz en Styrie.